# Spahnharrenstätte
Spahnharrenstätte település Németországban, azon belül Alsó-Szászország tartományban. Lakosainak száma 1585 fő (2023. december 31.). Spahnharrenstätte Rastdorf, Börger, Lorup, Werlte, Sögel és Werpeloh községekkel határos.

## Népesség
A település népességének változása:
| Lakosok száma | 1541 | 1514 | 1521 | 1557 | 1597 | 1585 |
|               | 2016 | 2017 | 2019 | 2021 | 2022 | 2023 |